# 拉埃斯佩蘭薩區 (特魯希略省)
拉埃斯佩蘭薩區（西班牙語：Distrito de La Esperanza），是秘魯的一個區，位於該國西北部拉利伯塔德大區的特魯希略省，始建於1965年1月29日，面積15.55平方公里，海拔高度77米，2005年人口146,678，人口密度每平方公里9,400人。